# Stenogobius kenyae
Stenogobius kenyae és una espècie de peix de la família dels gòbids i de l'ordre dels perciformes.

## Morfologia
- Els mascles poden assolir 12 cm de longitud total.[4][5]

## Hàbitat
És un peix de clima tropical i demersal.

## Distribució geogràfica
Es troba a Àfrica: Kenya, Moçambic, Somàlia, Sud-àfrica i Tanzània.

## Observacions
És inofensiu per als humans.